# Hexatoma (Eriocera) mindanaoensis
Hexatoma (Eriocera) mindanaoensis is een tweevleugelige uit de familie steltmuggen (Limoniidae). De soort komt voor in het Oriëntaals gebied.